# Universidade de Khon Kaen
A Universidade de Khon Kaen é uma universidade da Tailândia mais conhecida como "KKU".    
Está situada na Rua Khon Kaen, 212, no bairro de Mittaphap, em Khon Kaen.
Atualmente (2020) ela possui 19 faculdades, escolas, faculdades e institutos; 330 programas acadêmicos; 37,605 estudantes e 2,075 funcionários. 